# Mohammadia (wilaya de Mascara)
Pour les articles homonymes, voir Mohammadia.
 (décembre 2010).
Si vous disposez d'ouvrages ou d'articles de référence ou si vous connaissez des sites web de qualité traitant du thème abordé ici, merci de compléter l'article en donnant les références utiles à sa vérifiabilité et en les liant à la section « Notes et références ».
Mohammadia (anciennement Castra Nova à l'époque romaine, puis Perrégaux pendant la colonisation française) est une commune de la wilaya de Mascara, située à 80 km au sud-est d'Oran, à 35 km au nord de Mascara, à 40 km de Mostaganem et à 57 km de Relizane.

## Géographie

### Situation
La ville est située au pied des derniers contreforts du massif montagneux des Beni Chougranes et à l'entrée de la plaine de l'Habra.
| Sidi Abdelmoumene     |            | El Ghomri |
| Mocta Douz; Bou Henni | Mohammadia | Ferraguig |
|                       | Hacine     |           |

### Lieux-dits et quartiers

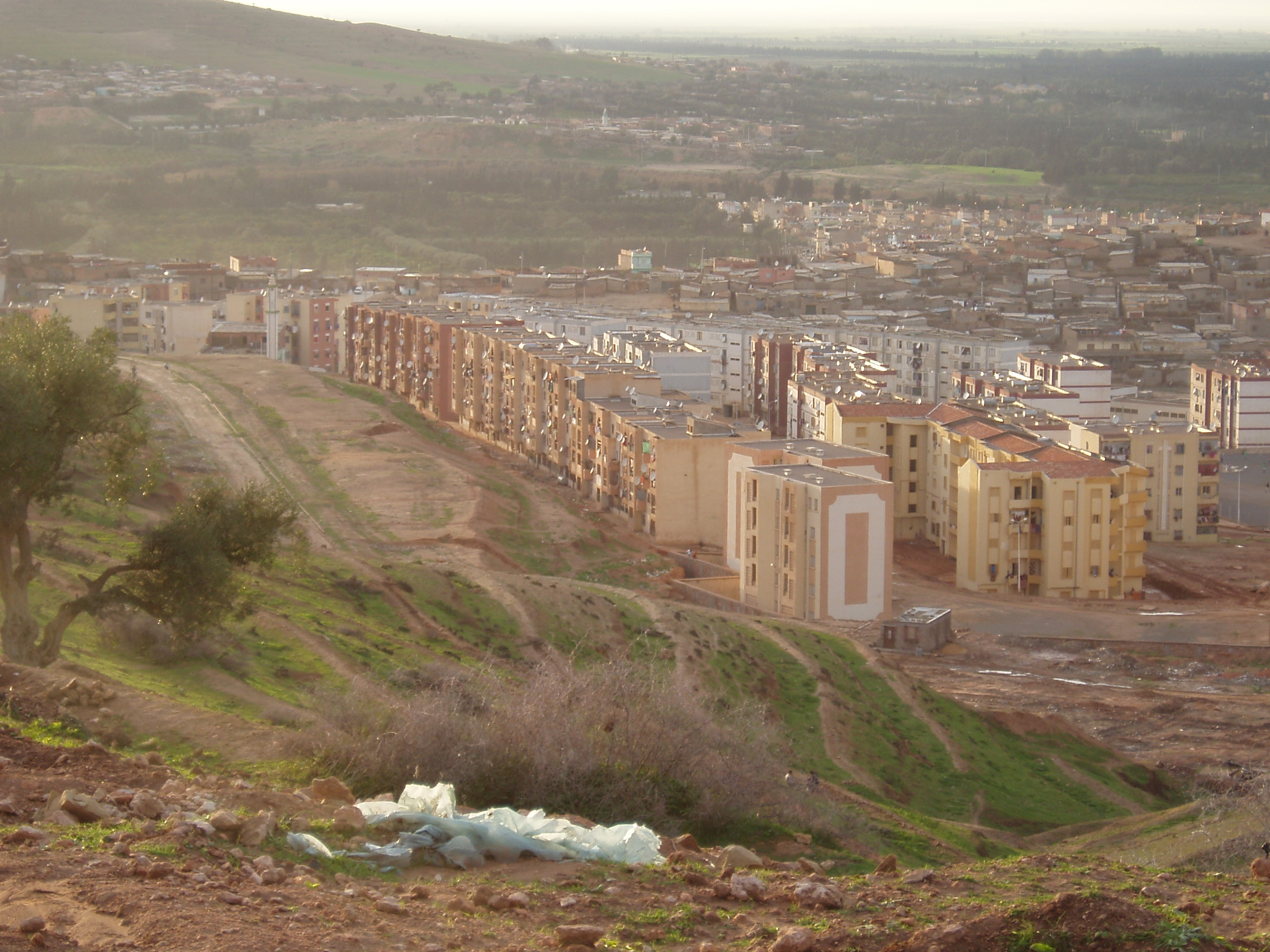
Cité 500 logements, El Mohammadia, W Mascara, Algérie.

Les quartiers populaires de la ville de Mohammadia sont : Kouadria, Bekhaitia, cité jolie et cité keddour belkaim (Graba), Makanguia « Rue Chahid Benhebba Mohamed », le faubourg Laurent dit Bourora (Krim Larbi Kheireddine), Cité Ben Boulaid (les Castors) et les 40 maisons.
De nouveaux quartiers furent construits après les années 1980 comme les cités des 300 logements (1er novembre) ; les cites des 500 logements, le projet d'une nouvelles ville sur les monts de Ouled-Malek à la périphérie sud de Mohammadia dans le cadre du programme de logements du gouvernement lancés après 2008.
Les rues principales de la ville de Mohammadia sont : rue Pasteur (ce qu'on appelle aujourd’hui Trig Savor), rue de Khmisti, rue de Marseille (rue Larbi ben Mhidi), avenue Ali Bouhlel.

## Histoire

### Période pré-coloniale

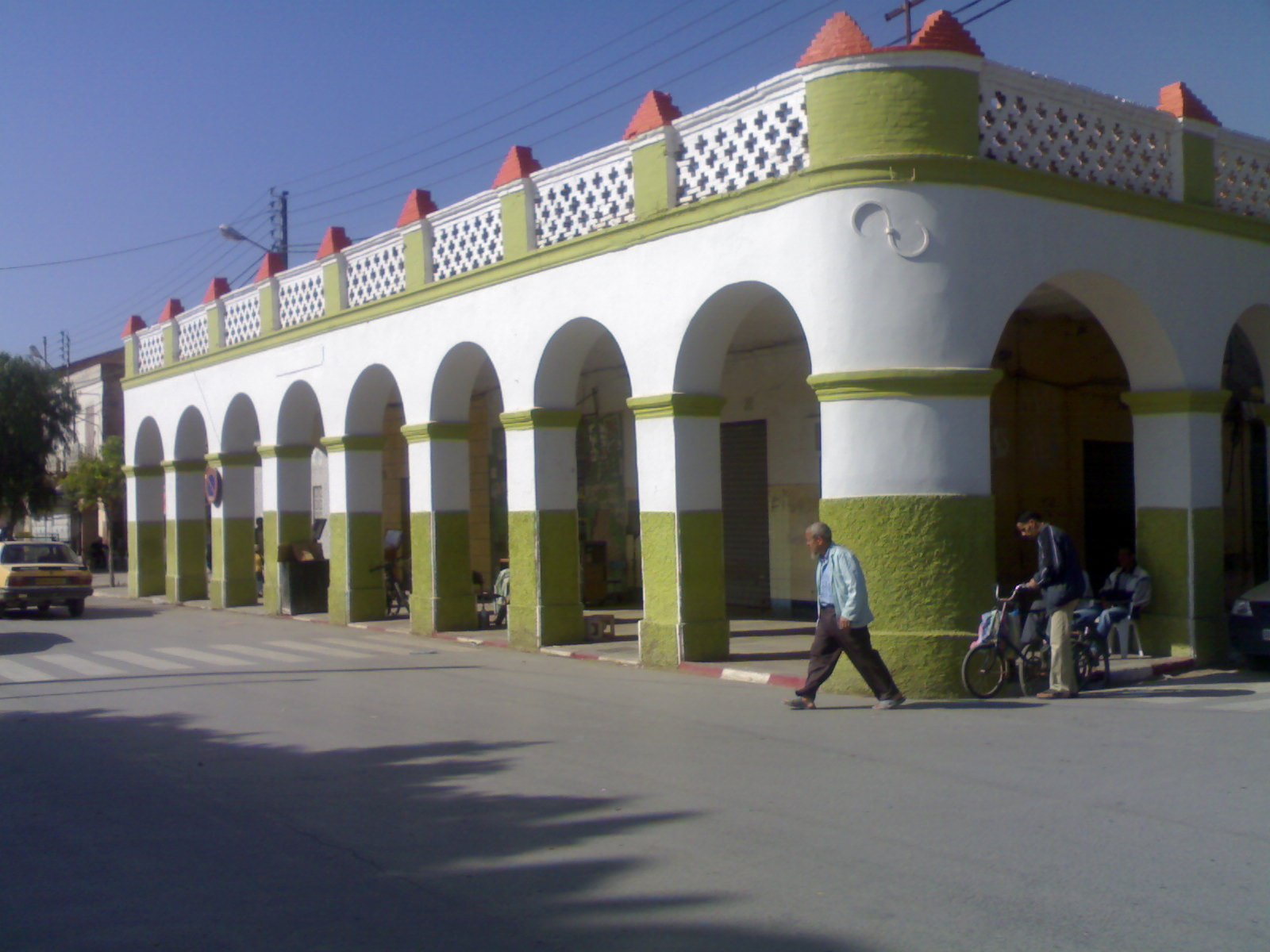
Les arcades.

Très peu d'écrits relatent l'avant construction de Perregaux. Ce qui est sûr, c'est que toute la région était une plaine broussailleuse peuplée de bois de tamarins difficiles d’accès vu qu'en période pluvieuse, elle était de nature à retenir l'eau. Les marécages pullulaient dans la plaine d'El Habra. Les moustiques et les animaux dangereux rendaient l'implantation d'un rassemblement urbain techniquement difficile ; selon les moyens disponibles avant la révolution industrielle. Les tribus qui vivaient dans les hauteurs de la plaine pouvaient faire pâturer leurs troupeaux de bœufs et de moutons et cultiver sur les abords des céréales.
Certains historiens (Robert Thintoi) supposent que l'ancienne cité romaine Castra Nova pouvait être construite sur l’actuelle Mohammadia,

### Période française

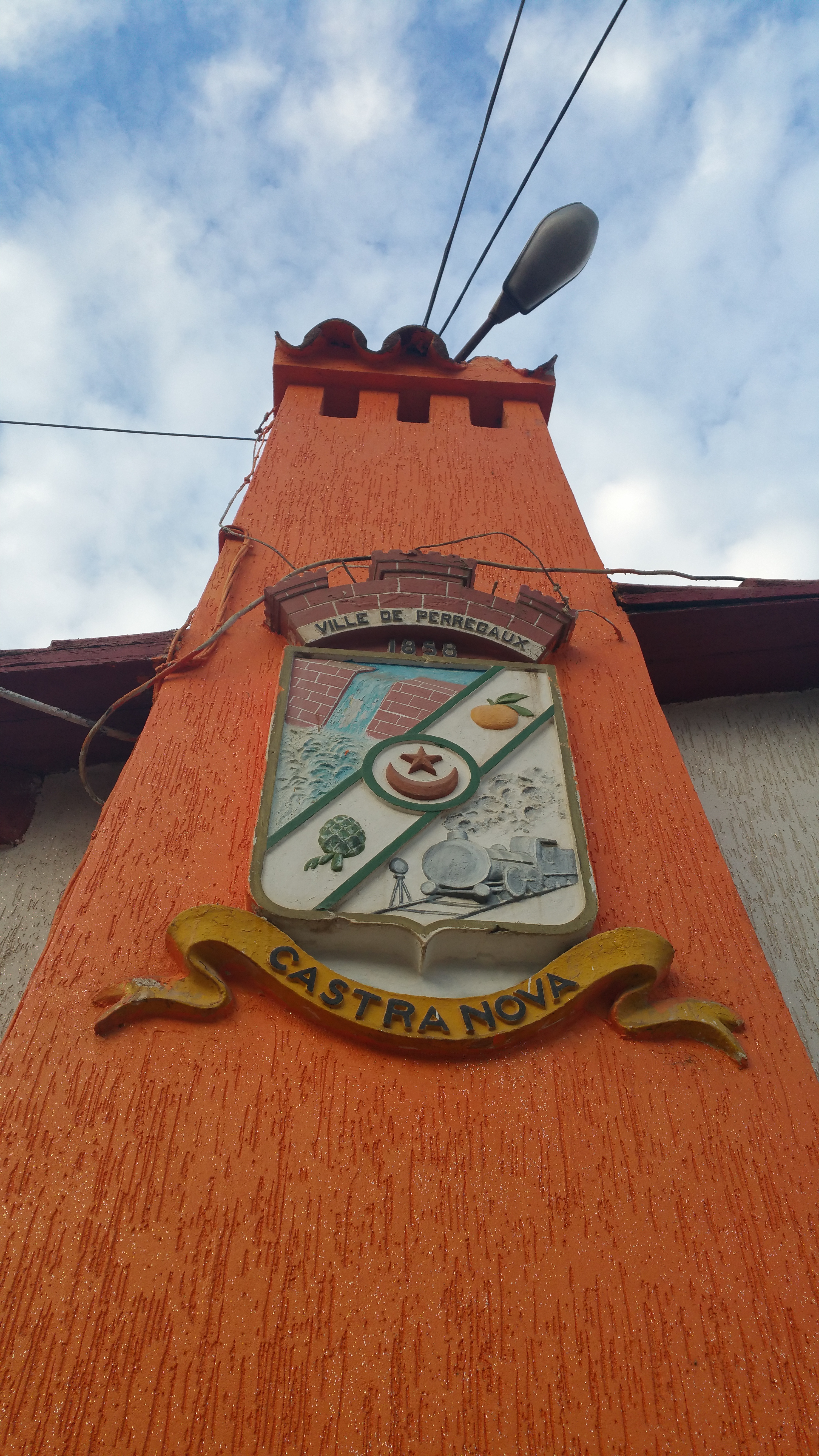
Armes de Perregaux.

En 1838, pour repousser les attaques de l'émir Abd El-Kader, les militaires français établissent une redoute près du caravansérail qui prend le nom du général Alexandre Charles Perrégaux, mort après avoir été blessé au cours du siège de Constantine. Le 14 avril 1853, il est décidé, à la suite d'une enquête, la création d'un village au débouché de l'Habra dans la plaine : c'est la naissance de la ville. C’est alors que commencent à affluer des familles européennes venant principalement de Saint-Denis-du-Sig. En 1856 l'administration met en vente 4 000 ha de terre pour les distribuer aux nouveaux arrivants. Le 4 février 1857, un arrêté ministériel décide la création d'une ligne de chemin de fer allant d'Alger à Oran, en passant par Perrégaux.
La construction du barrage Fergoug donna une autre dimension à la nouvelle ville encore à l'état embryonnaire. Il sonne le développement durable et la spécialisation de la ville dans l'agriculture. La construction du fameux barrage commence en 1865 et s’achève en 1873 pour aboutir au plus grand ouvrage d’eau en Algérie du moment. Le 29 juillet 1858, un décret signé par l'empereur Napoléon III entérine la création du village de Perrégaux, sous la tutelle de la subdivision de Mascara, village qui comptait alors 128 Européens. Le village resta rattaché à la commune de Saint-Denis-du-Sig. Le 30 septembre 1870, Perrégaux devient une commune de plein exercice.
En 1873, Achille Fillias indique, dans son ouvrage Géographie physique et politique de l'Algérie, que Perrégaux possède une mairie, une gendarmerie, une église, une école mixte et une station de chemin de fer ; des fermes nombreuses (céréales, bétail) ; un marché arabe tous les jeudis et 666 habitants. Le tissu urbain se développe avec l'augmentation du nombre d'habitants. On construit des écoles et une église. En 1876, Perrégaux devient un chef-lieu de canton et la commune compte 2 100 habitants. En 1880 est décidée la construction d’une mairie ainsi que d'autres édifices d'intérêt public.
Le 15 décembre 1881, le barrage de l’Oued-Fergoug cède pour la deuxième fois. La ville est sinistrée et il y a plus de 150 morts par noyade. Le 25 novembre 1927, le barrage de Fergoug, distant de moins de 7 km de la ville cède une troisième fois et, cette fois, les ponts sont détruits, les maisons effondrées, plusieurs noyades recensées. La reconstruction reprend aussitôt pour remettre en état les liaisons routières et les voies ferrées. Le pont, grâce à l'aide du génie militaire, est achevé en trois mois.
Pendant la période de la guerre d'indépendance, les habitants algériens de la ville participent activement au combat contre les forces françaises. Parmi les moudjahidines, les plus connus sont les frères Hedjal : une rue porte leur nom de nos jours.
D’ailleurs, plusieurs rues de la ville sont rebaptisées des noms de combattants de la guerre de libération de 1954.

### Période de l'Algérie indépendante
Après l'indépendance de l'Algérie le 5 juillet 1962, la ville est rebaptisée Mohammadia. Il avait été demandé auparavant qu'elle portât le nom du ministre des Affaires étrangères de Ben Bella, Mohammed Khemisti, qui avait été assassiné, mais ce nom avait déjà été attribué à une petite ville côtière près de Bou Ismaïl, Castiglione, près d'Alger.
Mohammadia est rattachée au département d'Oran et, depuis le dernier découpage administratif de 1983, la ville est un chef-lieu de daïra et une commune rattachée à la wilaya de Mascara.
À l'aube de l'indépendance de l'Algérie, la majorité de la population européenne, pieds-noirs et juifs, fuient la ville et l'Algérie définitivement à travers les ports d'Oran et de Mostaganem. Seul un petit nombre resta pour gérer des activités de la ville comme les ateliers de chemins de fer, les écoles, l'église, etc. Mais pendant les dix ans qui suivent, la communauté pied-noire se réduit à 10 personnes.

## Administration
| Période                                  | Période      | Identité             | Étiquette | Qualité                 |
| ---------------------------------------- | ------------ | -------------------- | --------- | ----------------------- |
| 1865                                     | 1866         | ABEL Léon            |           | Adjoint au maire du Sig |
| 1866                                     | 1867         | GAME Hippolyte       |           | Adjoint au maire du Sig |
| 1867                                     | 1870         | CAMBEFORT Eugène     |           | Adjoint au maire du Sig |
| 1870                                     | 1871         | GAME Hippolyte       |           |                         |
| 1871                                     | 1874         | CAMBEFORT Eugène     |           |                         |
| 1874                                     | février 1876 | JANAUD Léon          |           |                         |
| 1876                                     | 1881         | DUFOREST Jules       |           |                         |
| 1881                                     | mai 1888     | LAURENT Louis        |           |                         |
| 1888                                     | 1892         | de PERPESSAC Fernand |           |                         |
| 1892                                     | 1903         | LAURENT Louis        |           |                         |
| 1903                                     | 1908         | BENASSIS Joseph      |           |                         |
| 1908                                     | 1919         | LAURENT Louis        |           |                         |
| 1919                                     | 1929         | SERRES Pascal        |           |                         |
| 1929                                     | 1931         | VALLORD Léon         |           |                         |
| 1931                                     | 1937         | TORDJMANN Maklouf    |           |                         |
| 1937                                     | 1941         | ANGLADE Michel       |           |                         |
| 1941                                     | 1943         | DUPONT Louis         |           |                         |
| 1943                                     | 1944         | ANGLADE Michel       |           |                         |
| 1944                                     | 1947         | RABIER Maurice       |           |                         |
| 1947                                     | 1958         | BENE Roques          |           |                         |
| 1959                                     | 1959         | Colonel de TARLAY    |           |                         |
| 1959                                     | 1962         | Dr. VIGNARDOU Marcel |           |                         |
|                                          | en cours     |                      |           | Maire de Mohammadia     |
| Les données manquantes sont à compléter. |              |                      |           |                         |

## Économie
À la suite de l'exode des Européens après l'indépendance du pays, la ville manquait de compétences dans l'agriculture, ce qui sonna ainsi le glas de son âge d'or. L’envasement de la retenue du barrage Fergoug ne peut fournir suffisamment d’eau pour l'irrigation, ni même assez d'eau potable ; l'eau est rationnée pour la population,.
Les usines de conditionnement d'agrumes ferment l'une après l'autre, forçant les ouvriers au chômage technique. L'exportation a cessé et toute la plaine d'El Habra souffre de sécheresse.
La fin des années 1990 était marquée par la fermeture d'usines d'entreprises publiques dont l'usine de conserve ENNAJUC, les petites manufactures de textiles, les dépôts de distribution agroalimentaires comme l'ONACO, les points de vente de pièces de rechange automobile, la centrale de vente Souk El Fellah, la chute de production de l'usine de lampes et la compression de cheminots dans le chemin de fer et d’emballage agricole.
Avec l'explosion démographique de la région, le chômage et le manque de débouchés pour les habitants de la ville ont favorisé l'émigration de la population vers les grandes agglomérations et vers l'Europe (principalement la France).
Dans les années 2000 un début de restructuration a lieu avec la délocalisation du marché de gros de la ville à 7 km près de l'usine Filamp où une zone industrielle a été créée près de Sahaouria. L'usine de maintenance de locomotives reste l'un des premiers employeurs.

## Vie quotidienne
L’activité culturelle de la ville de Mohammadia est peu développée. La ville dispose d'une petite Maison de Jeunes qui n'arrive pas à contenir tous les jeunes de la ville, Une nouvelle bibliothèque située à proximité du nouveau siège (en face du palais de justice), d'un nouveau cybercafé situé dans le centre-ville.
Les fêtes célébrées par la ville de Mohammadia sont la Fête des Oranges, le 15 janvier ainsi que la Fête du Diwane de Sidi Blel et de l'association Bilalia dans le quartier Graba, retour des Waadat (festival religieux) dans tous les quartiers de la ville.

## Culture locale et patrimoine

### Héraldique du fanion colonial
La ville en lisant ses armoiries :

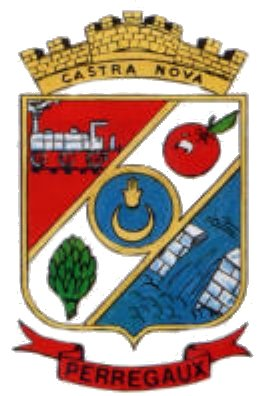
Emblème de la ville pendant la présence française.

- Le secret de sa prospérité : les plantations d'oranges.
- L'eau : le barrage Fergoug est resté pendant longtemps le plus grand barrage d'Algérie.
- La locomotive indique que les chemins de fer ont joué un grand rôle dans le développement de Perrégaux qui, dans les années 1950, comptait plus de 30 000 habitants.
- Castra Nova[11] est le nom de la petite bourgade romaine qui existait à cet endroit et dont il ne reste plus de ruines, détruites probablement lors des invasions vandales.
- Le croissant et la main de fatma : origines musulmane, berbère et arabe de la région.

### Héraldique après l'indépendance

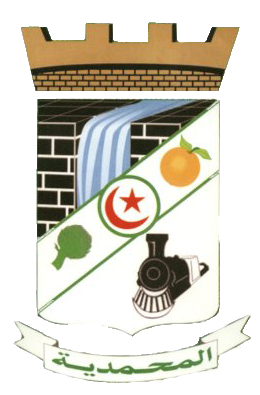
Blason Mohammadia.

Ce dernier a été modifié lors de la Fête des oranges en 2004.

## Personnalités liées à la commune
- Hamid Bahri, footballeur algérien ; y est né en 1989.
- Ghalem Fertoul, footballeur algérien ; y est né en 1979.